# NUMAlink
Als NUMAlink wird ein Hochgeschwindigkeits-Netzwerk von Silicon Graphics (SGI) bezeichnet, das zur Verbindung der Rechnerknoten in den massiv parallelen ccNUMA-Rechnern der Origin- und Altix-Familien dient.

## Der DASH Prototyp (NUMAlink-1)
Anfang der 90er Jahre wurde an der Universität Stanford der DASH (Directory Architecture for Shared Memory) Prototyp entwickelt, um die Tragfähigkeit des Konzeptes der ccNUMA-Architektur zu testen. Der DASH benutzt zwei getrennte, parallel geführte, 16 Bit breite Netzwerke (eines für Anfragen und eines für Antworten). Die Netze bilden ein rechtwinkliges Raster, an dessen Knoten Router die Verkehrsregelung übernehmen. An die Router sind ebenfalls die Rechnerknoten angeschlossen. Als Rechnerknoten werden Power Station 4D/340 von SGI eingesetzt, die Router sind diskret aufgebaute Steckkarten. Die Übertragungsrate liegt bei 120 Megabyte/s bei einer Latenz von 50 Nanosekunden pro "Hop". Die Bezeichnung "NUMAlink-1" ist nicht offiziell, da jedoch die nächste Generation als NUMAlink-2 bezeichnet wird, ist die Zuordnung gerechtfertigt.

## NUMAlink-2 alias CrayLink
Der erste öffentliche Auftritt von NUMAlink fand 1996 mit der Vorstellung der Origin2000 durch SGI statt. Da aber SGI gerade Cray Research übernommen hatte, wurde aus Marketinggründen der Name "CrayLink" verwendet, obwohl keine Cray Technologie zum Einsatz kam. Nachdem im Jahr 2000 Cray Research an Tera Computer verkauft worden war, wurde der Name NUMAlink eingeführt. Für NUMAlink-2 wurden die beiden separaten Netze eine gemeinsame Verbindung integriert und die Geschwindigkeit wurde (deutlich) auf 800 Megabyte/s erhöht, wobei vollduplex übertragen wird und so eine aggregierte Bandbreite von 1,6 Gigabyte/s erreicht wird. Als Topologie wurde ein Hypercube gewählt, um mit begrenzter Kabelzahl alle Knoten in wenigen Hops erreichen zu können. Dabei gewährleistet diese Topologie auch eine exzellente Bisektionsbandbreite.
Der Router wurde auf einem Chip integriert, der sechs Ports zur Verfügung stellt. Bei 32 Knoten sind alle sechs Ports belegt und es muss zur Fat Hypercube Topologie übergegangen werden, bei der zusätzlich Metarouter eingesetzt werden.

## NUMAlink-3 - Double Speed
Die dritte NUMAlink-Generation wurde 2003 mit der Origin 3000 eingeführt und bringt als wichtigste Neuerung eine Verdopplung der Übertragungsgeschwindigkeit auf 1,6 bzw. 3,2 Gigabyte/s. Entsprechend müsste ein neuer Router-Chip entworfen werden, der nur acht Router-Ports hat und so eine einfachere Topologie – Dual Plane Fat Tree – ermöglicht.

## NUMAlink-4 - Quad Speed
Für die Verwendung in der neuen Altix-Familie von Intel Itanium basierten Computern wurde mit NUMAlink-4 noch einmal die Geschwindigkeit verdoppelt, auf jetzt 3,2 bzw. 6,4 Gigabyte/s. Außerdem ist NUMAlink-4 flexibler was die Topologie betrifft, neben Fat Tree ist zum Beispiel auch eine Ring wie in der Altix 350 möglich.

## NUMAlink 5
NUMAlink 5 ist die fünfte Generation der Schnittstelle, eingeführt 2009 für die Altix UV-Serie. NUMAlink 5 erreicht eine Spitzen-Transferrate von 15 GB/s über zwei 7,5 GB/s unidirektionale Verbindungen.

## NUMAlink 6
NUMAlink 6 ist die sechste Generation der Schnittstelle, eingeführt 2012 für die SGI UV 2000, SGI UV 3000 und SGI UV 30-Systeme. NUMAlink 6 erreicht eine bidirektionale Bandbreite von 6,7 GB/s für maximal 256 CPU-Sockel-Systeme und 64TB Cache-kohärenten verteilten Arbeitsspeicher.

## NUMAlink 7
NUMAlink 7 ist die siebte Generation der Schnittstelle, eingeführt 2014 für die SGI UV 300, SGI UV 30EX, SGI UV 300H und SGI UV 300RL-Systeme. NUMAlink 7 verdoppelt die bidirektionale Bandbreite gegenüber der Version 6 auf 14,94 GB/s für maximal 64 CPU-Sockel-Systeme und 64TB Cache-kohärenten verteilten Arbeitsspeicher.